# Phocides
Phocides is een geslacht van vlinders van de familie dikkopjes (Hesperiidae), uit de onderfamilie Eudaminae.

## Soorten
- P. charon (Felder & Felder, 1859)
- P. distans (Herrich-Schäffer, 1869)
- P. lincea (Herrich-Schäffer, 1869)
- P. metrodorus Bell, 1934
- P. novalis Evans, 1952
- P. oreides (Hewitson, 1875)
- P. padrona Evans, 1952
- P. partia Evans, 1952
- P. perillus (Mabille, 1888)
- P. pialia (Hewitson, 1857)
- P. pigmalion (Cramer, 1779)
- P. polybius (Fabricius, 1793)
- P. thermus (Mabille, 1883)
- P. urania (Westwood, 1852)
- P. xenocrates Bell, 1932
- P. yokhara (Butler, 1870)